# Hemidactylus klauberi
Hemidactylus klauberi este o specie de șopârle din genul Hemidactylus, familia Gekkonidae, descrisă de Scortecci 1948. Conform Catalogue of Life specia Hemidactylus klauberi nu are subspecii cunoscute.